# Benassal
Benassal – gmina w Hiszpanii, w prowincji Castellón, we wspólnocie autonomicznej Walencja, o powierzchni 79,58 km². W 2011 roku liczyła 1226 mieszkańców.